# Materiales del implante dental

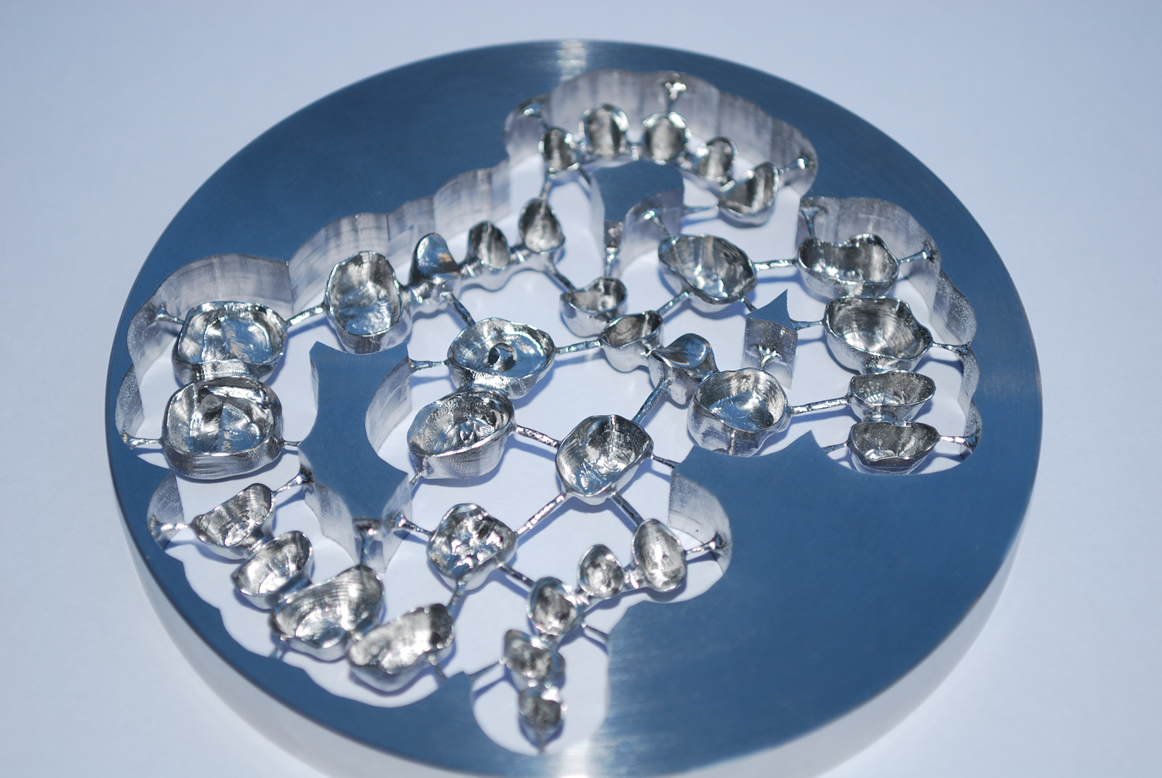
Disco de cromo-cobalto con coronas para implantes dentales, mecanizadas usando el software CAD/CAM WorkNC Dental

Debido a que los implantes dentales consisten en unas fijaciones de diferentes materiales que se colocan en el hueso maxilar del paciente, con el fin de sustituir las raíces de las piezas dentales y que no dejan de ser una base artificial que reemplaza la raíz del diente natural perdida, es importante evitar situaciones de toxicidad y rechazo de dichos materiales.
Por ejemplo, con metales puros al realizar exámenes de toxicidad celular, se demuestra que el berilio(Be), el magnesio(Mg), el calcio(Ca), el cadmio(Cd), el estroncio(Sr), el bario(Ba), el Zinc(Zn) y el mercurio(Hg), acusan una fuerte toxicidad, mientras que el aluminio(Al), el indio(In) y galio(Ga) no acusan toxicidad ninguna.
A continuación se detallarán los diferentes tipos de materiales utilizados en los implantes dentales.

## Aleaciones
Cuando se está en presencia de una aleación que no contiene más que dos metales tales como plata(Ag)-estaño(Sn) o cobre(Cu)-estaño(Sn), el estaño produce una película de oxidación sobre la superficie de la aleación, y confiere una inercia que la protege de la corrosión en medio del tejido vivo. Esto es igualmente válido en el caso de las aleaciones de cromo(Cr)-cobalto(Co) y níquel(Ni)-cromo(Cr). Cuando una pequeña cantidad de cromo está mezclada con cobalto o níquel, su toxicidad se encuentra enteramente enmascarada por el cromo; y se puede verificar por el contrario una excelente adhesión con el tejido que le rodea puesto que se crea un estado de inercia sobre la superficie de la aleación por la película oxidada de cromo homogéneo.

### Aleación de cromo-cobalto
A partir del momento en que se ha utilizado la adicción de fosfato durante las fusiones, el método de colado de la aleación cromo(Cr)-cobalto(Co) ha sido notablemente simplificado. Hoy en día, estas aleaciones han adquirido una mayor seguridad y son, por lo tanto, utilizadas ampliamente como material a implantar. En 1924, Zierold empleaba ya como material implantario una aleación que fue difundida en 1937 por Venable. Bajo el nombre de Vitallium, se le utilizó también en cirugía ortopédica restauradora.
En numerosos trabajos ha quedado demostrado que, si bien el cobalto solo podía ser citotóxico, a partir del momento en que era combinado con algunos metales bien definidos la aleación se comportaba como un material inerte y no tóxico. Así, la toxicidad del cobalto se encuentra neutralizada por la presencia del cromo y desaparece. Sin embargo, esto no se produce más que a partir del momento en que la aleación contiene más del 40 % de cromo.
Aleaciones de cromo – cobalto: Se utilizan en colados dentales de prótesis parciales y ciertos tipos de puentes. Sus ventajas son su menor peso, su resistencia a la corrosión, son más económicos y los inconvenientes su técnica compleja, la alta temperatura para su colado, su difícil pulido.
Elementos constitutivos:
•	65% de cobalto
•	30% de cromo
•	5% de componentes varios (molibdeno, manganeso, silicio, carbono y tungsteno)
Todo alejamiento de estas relaciones da como resultado un descenso en las propiedades mecánicas y una disminución de la resistencia a la pigmentación.
Propiedades de cada elemento:
•	Cromo: Resistencia a la pigmentación y a la corrosión
•	Cobalto: da resistencia, rigidez y dureza.
•	Molibdeno: confiere dureza y una estructura de grano más pequeño, pero no debe pasar del 1% pues reduce la resistencia
•	 Tungsteno: confiere dureza
•	Manganeso: aumenta ligeramente la resistencia y actúa como desoxidante
•	Silicio: Aumenta la resistencia y actúa como limpiador del óxido en el colado
•	Carbono: Es el más crítico pequeñas variaciones en su porcentaje tendrán como efecto muy pronunciado sobre la resistencia, la dureza y la ductilidad.

### El acero inoxidable
La aleación de cromo(Cr)-níquel(Ni)-hierro(Fe) ha sido, fundamentalmente, usada en cirugía ortopédica. En función de las indicaciones, se le agrega una cantidad determinada de molibdeno(Mo), carbono(C) o volframio(W), para mejorar sus propiedades mecánicas. Se pueden distinguir dos grupos:
- Del tipo hierro(Fe)-cromo(Cr)-carbono(C), tiene propiedades magnéticas y buenas propiedades mecánicas, pero se corroe fácilmente en el organismo.
- Del grupo cromo(Cr) 18, níquel(Ni) 8, hierro(Fe), se le agrega frecuentemente tungsteno o molibdeno; este grupo no es magnético, es estable en el organismo y no se corroe fácilmente.

## Materiales puros

### Tantalio
Formiggini será el primero en utilizarlo. Posteriormente Marziani le dará un vuelco considerable utilizándolo para la ejecución de sus yuxta aunque otros autores lo utilizarán para distintas formas de implantes endo-óseos. Sin embargo, es interesante subrayar que Formiggini, tras haber usado este material, lo elimina completamente y pone en guardia a los odontólogos contra su uso, contra el hecho de que las grillas de Marziani, a causa de su falta de precisión mecánica y ajuste insuficiente, no han tenido sino un periodo limitado de utilización.

### Titanio
Las investigaciones sobre este material han insistido notablemente sobre su compatibilidad con las células humanas; establecen que la inercia fisiológica del titanio se debe a que no provoca ninguna corrosión electrolítica y que su ionización es despreciable al punto de que en ningún caso sus iones pueden atacar los tejidos que lo rodean. Partiendo del polvo de metal, que está comprimido, luego fundido al vacío, se obtiene una alta resistencia y gran porosidad. Esta porosidad puede moldearse en función de la granulometría del polvo utilizado. Gracias a esta constitución porosa, estos materiales adquieren cualidades excepcionales de integración. Hay que señalar que el titanio también ha sido utilizado como un metal de adicción para reforzar la resistencia mecánica de la aleación cobalto(Co)-cromo(Cr) y del acero inoxidable.

## Biomaterial
La utilización de metal poroso ha seducido a numerosos investigadores que han deseado insertar en los tejidos lo que denominan biomaterial. Utilizándolos para los implantes dentarios la unión hueso-metal parece operar favorablemente, los elementos celulares se insertan en la matriz porosa como si fueran nidos de abeja. El material poroso provoca una catálisis osteogenética logrando el hermetismo de la primera intención alrededor del implante que se continúa, por otra parte, en el futuro. Así el tejido conjuntivo se desarrolla en el interior de los poros del material, recreando de alguna manera a nivel de cuello una especie de equivalente ligamentoso.

## Plásticos
Son sustancias que permanecen largo tiempo en medios cálidos y húmedos, y que absorben agua en su entorno orgánico, modificando su estructura y degenerándola. Como los polímeros no son tóxicos, es necesario que la resina esté exenta de todo monómero residual. Esta toxicidad del monómero es de tal manera importante, que disuelve aún la sangre coagulada y los fragmentos tisulares. Las siliconas y el polietileno han sido utilizadas en cirugía plástica, no son irritantes y son poco hidrófilas. Se puede decir, en general, que los materiales altamente polimerizados no muestran casi toxicidad ni propiedades irritantes pero podrían plantear problemas al cabo de 5 o 10 años debidos a la despolimerización en el organismo. La silicona Rubber es muy estable, podría convenir como material implantario si no presentara un poder de unión muy débil con los tejidos que la rodean.

### Polietileno
Aunque este material no pueda trabajarse a la temperatura ambiente, presenta por el contrario una buena estabilidad y ha sido ampliamente utilizado a causa de su flexibilidad y de su alta resistencia a la fricción. Se le utiliza a menudo en las reconstrucciones cráneo-faciales, donde ha dado muy buenos resultados. En general, el polietileno se encuentra polimerizado a altas temperaturas y presión, pero recientemente ha sido introducida una nueva forma de polimerización por radiación a baja temperatura. Gracias a su gran resistencia a la ruptura y a su gran flexibilidad, está particularmente indicado en regiones que sufren fuertes presiones o percutientes. Este material se puede cortar con escoplo, tiene un débil peso específico, es poco termo-conductor y tiene un débil índice de solubilidad en el organismo.

### Metacrilato
Fue el primer material empleado en implantología, a pesar de lo cual fue rápidamente abandonado como material para implantes, pese a que su uso, una vez polimerizado y neutralizado, estaba admitido en cirugía plástica y ortopédica. Los problemas biológicos dependen del monómero residual, pero los materiales termopolimerizados están casi exentos de peligro, lo cual ha sido confirmado por numerosos estudios basados en cultivos de tejidos. Una forma autopolimerizante se usa aún hoy bajo el nombre de cemento óseo en cirugía ortopédica y neurocirugía. Sin embargo, en lo que concierne a la implantología, no se debe perder de vista que no se puede obtener una polimerización total, pues el monómero residual ejerce un efecto destructor sobre los tejidos que lo rodean y provoca una degradación tisular, lo que justifica plenamente la extrema prudencia a la hora de utilizar este material.

## Cerámicas
Se ha utilizado en implantología el A1203, bajo sus formas de mono o policristales, o aún de la apatita obtenida a partir del hueso bovino o aún de la apatita sintética. La mayoría de los autores califican las cerámicas de material bio-implantable, insistiendo sobre su inercia y sobre su ausencia de toxicidad. Sin embargo, cuando los poros, en lugar de definirse a 100 micrones alcanzan los 150 o 200, se constatan restos de la degradación a nivel superficial del aluminato de calcio después de 22 semanas.